# 石敢當

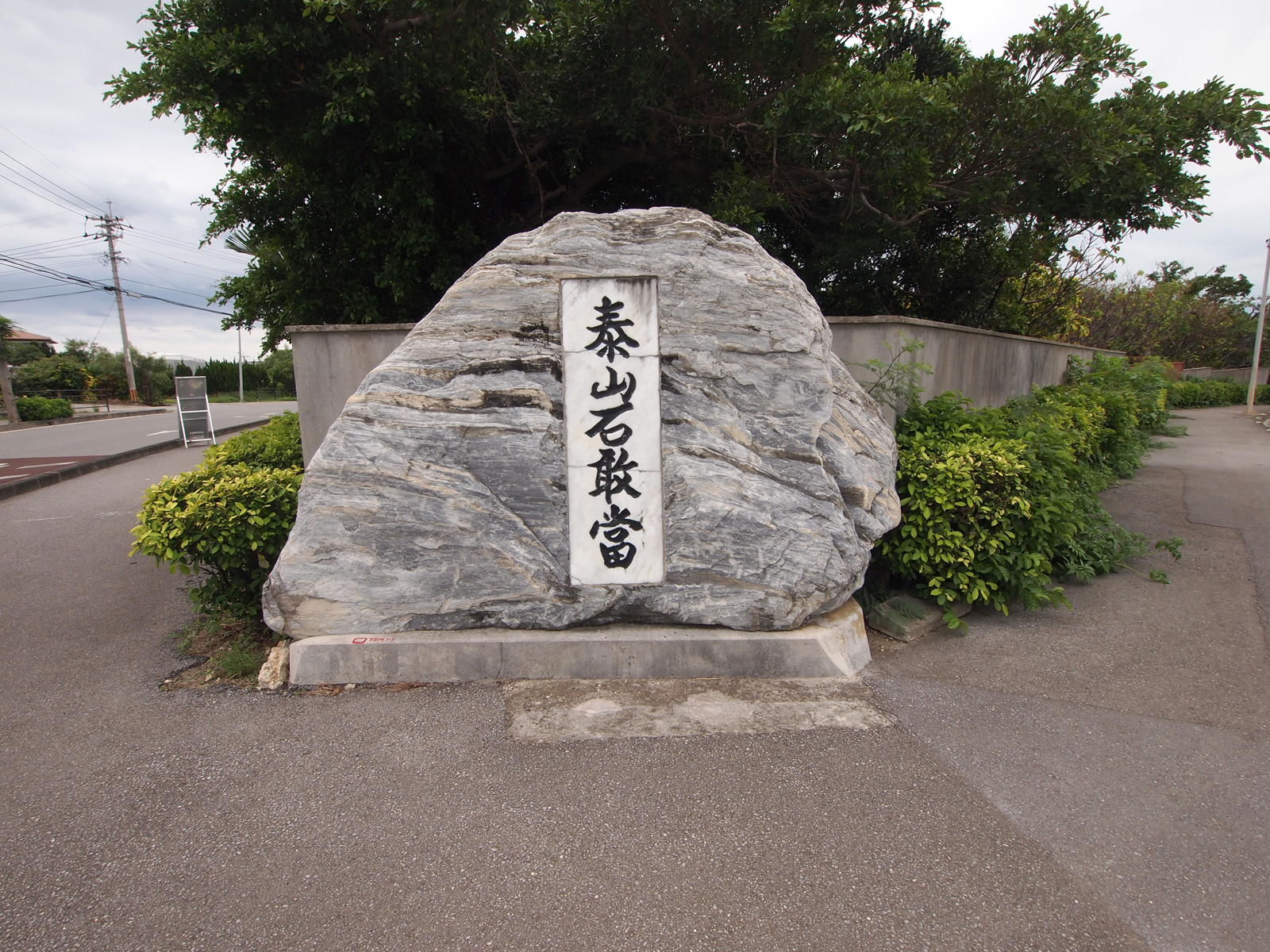
石敢當（沖縄県石垣市）

石敢當（いしがんとう、いしがんどう、せきかんとう、せっかんとう）は、丁字路の突き当り等に設けられる「石敢當」などの文字が刻まれた魔よけの石碑や石標。石敢当、泰山石敢當、石散當等と書かれたものもある。中国で発祥したもので、日本では主に沖縄県に多く分布する。

## 分布
元来は福建省を発祥とする中国の風習で、泰山の頂上にも石敢當が存在する。中国本土、日本のほか、台湾、香港、マレーシア、ベトナム、シンガポールなどでも見られる。
中国の文献に記録された最初の実物「石敢當」石碑は宋代に発見されて、唐代の製作に属すと言われる。例えば、宋代の王象之の『輿地紀勝』、明代の黄仲昭の『八閩通志』及び『莆田県志』などの文献には、宋の慶暦年間に福建省中部の莆田県で出土した唐代の大暦五年石敢當の石碑が記載されている。碑文には「石敢當、鎮百鬼、壓災殃、官吏福、百姓康、風教盛、禮樂昌。唐大暦五年四月十日縣令鄭押字記。」とある。

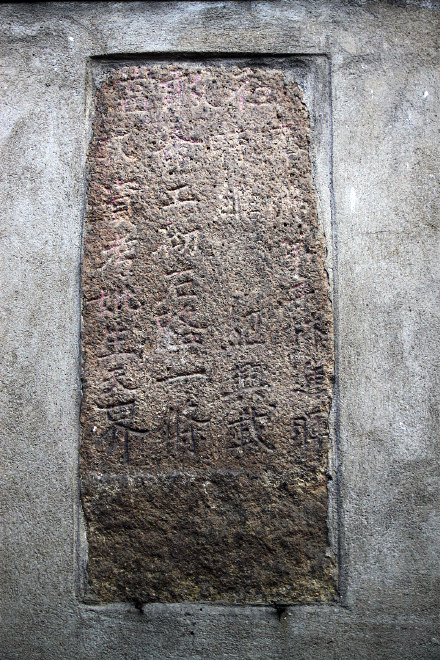
福州に現存する中国最古の石敢當

中国で現存する最古の「石敢當」は、福建省中部の省都福州にある于山碑廊に位置する、南宋紹興年間の石敢當である。この石碑は文化大革命の期間に、福州の倉山区高湖郷江辺村で発見されたと言われている。石碑は花崗岩で作られ、高さは約80センチ、幅は約53センチである。碑文には、上部に「石敢當」の三文字が横に刻まれ、下部には縦に「奉佛弟子林進暉、時維紹興載、命工砌石路一條、求資考妣生天界。」と刻まれていた。

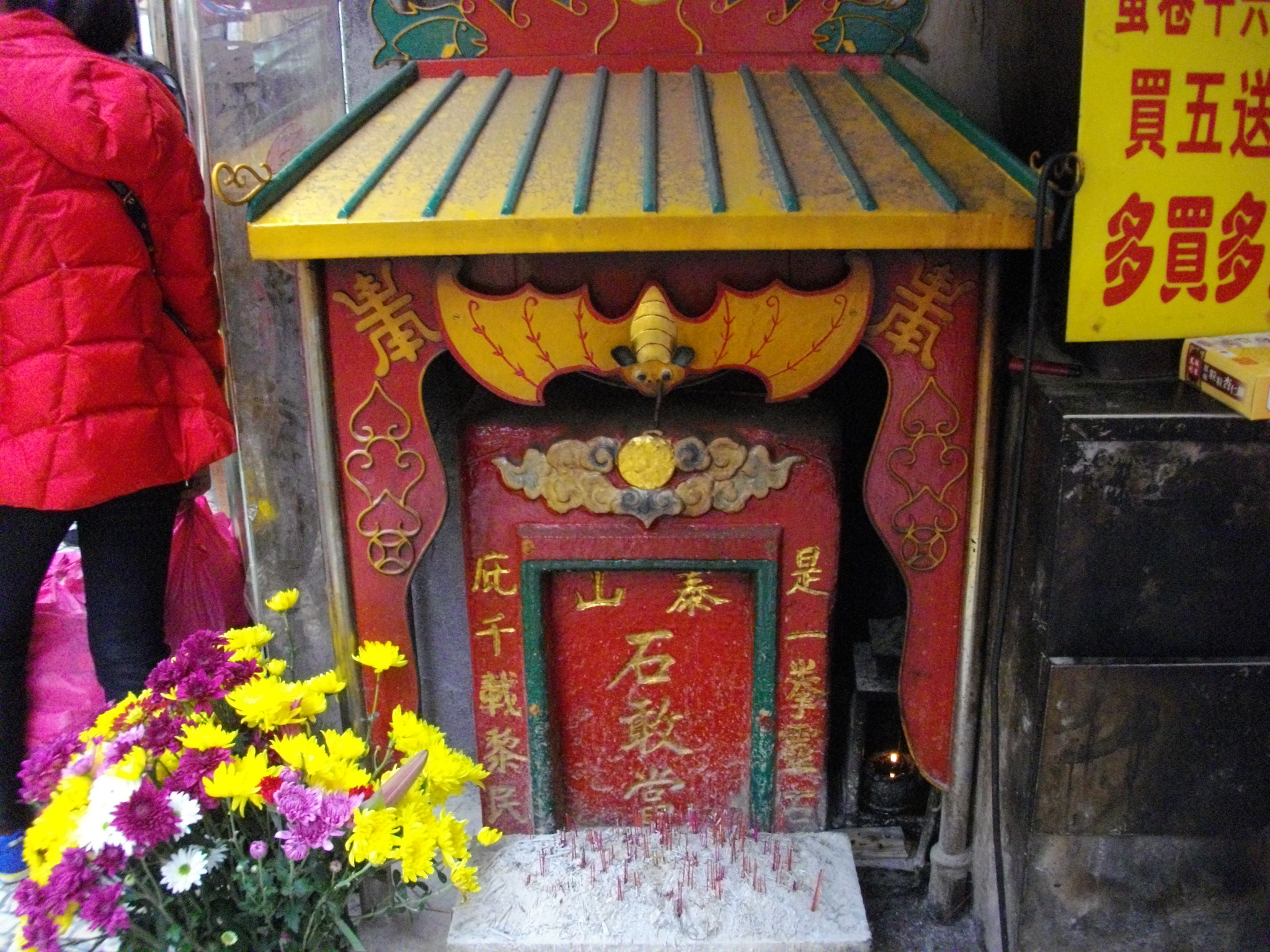
マカオの石敢當
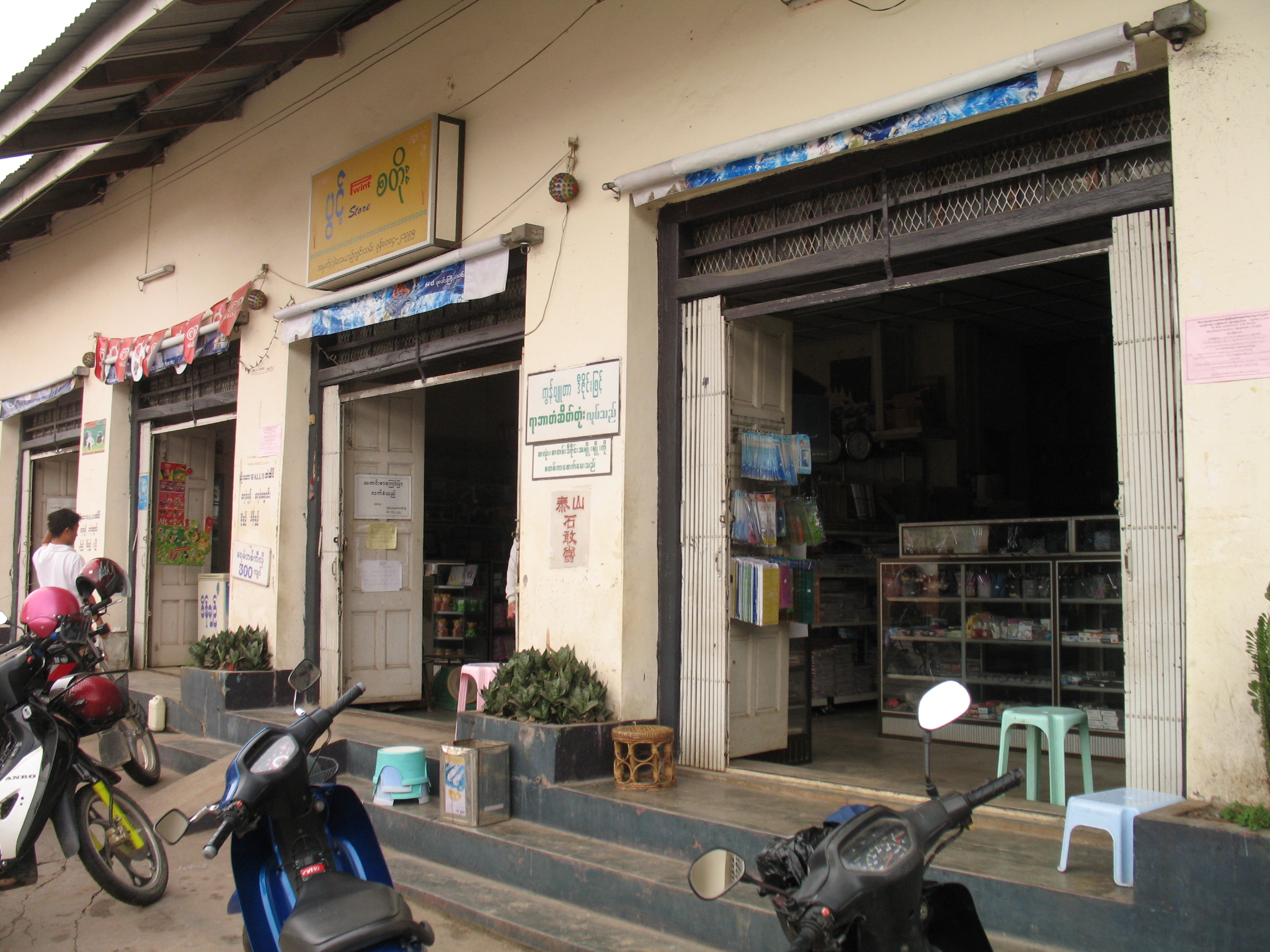
ミャンマーチャイントンの石敢當のある店

## 名称の由来
「石敢當」という名称の由来は、後漢代の武将の名前とも、名力士の名前ともされるほか、石の持つ呪力と関わる石神信仰に由来するとの説もあり定かではない。薮田嘉一郎、小玉正任は、五代晋の勇士説は、勇士死亡より100年以上前から石敢当があることを理由に成立しないとしている。

## 日本における石敢當

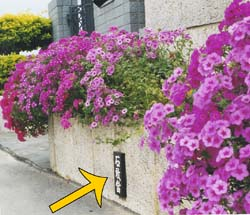
石敢當（沖縄県）

### 分布
日本では、沖縄本島を中心とする周辺諸島に数多く点在し、薩南諸島及び奄美群島を含む鹿児島県にもかなり存在する。小玉正任はその著書で「鹿児島県に1153基で沖縄県はきわめて多数、種々の統計を総合して1万基であろうか」としている。全国的には、2004年4月時点で29都道府県での分布が確認されているが、沖縄・鹿児島両県以外では、宮崎県に94基、秋田県に38基、徳島県に13基、大阪府に11基等と数は少ない。

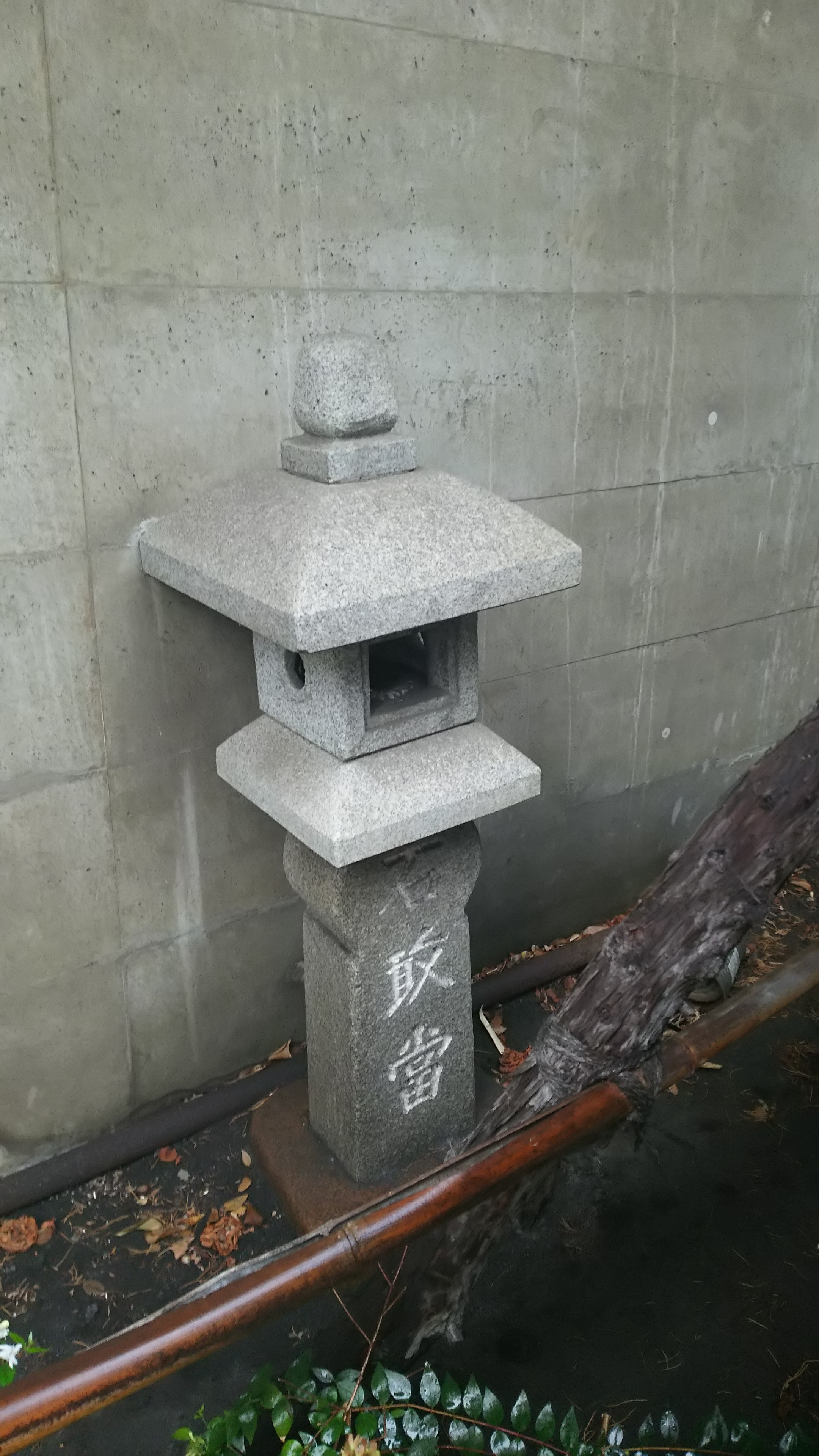
石敢當（東京都品川区）

### 歴史

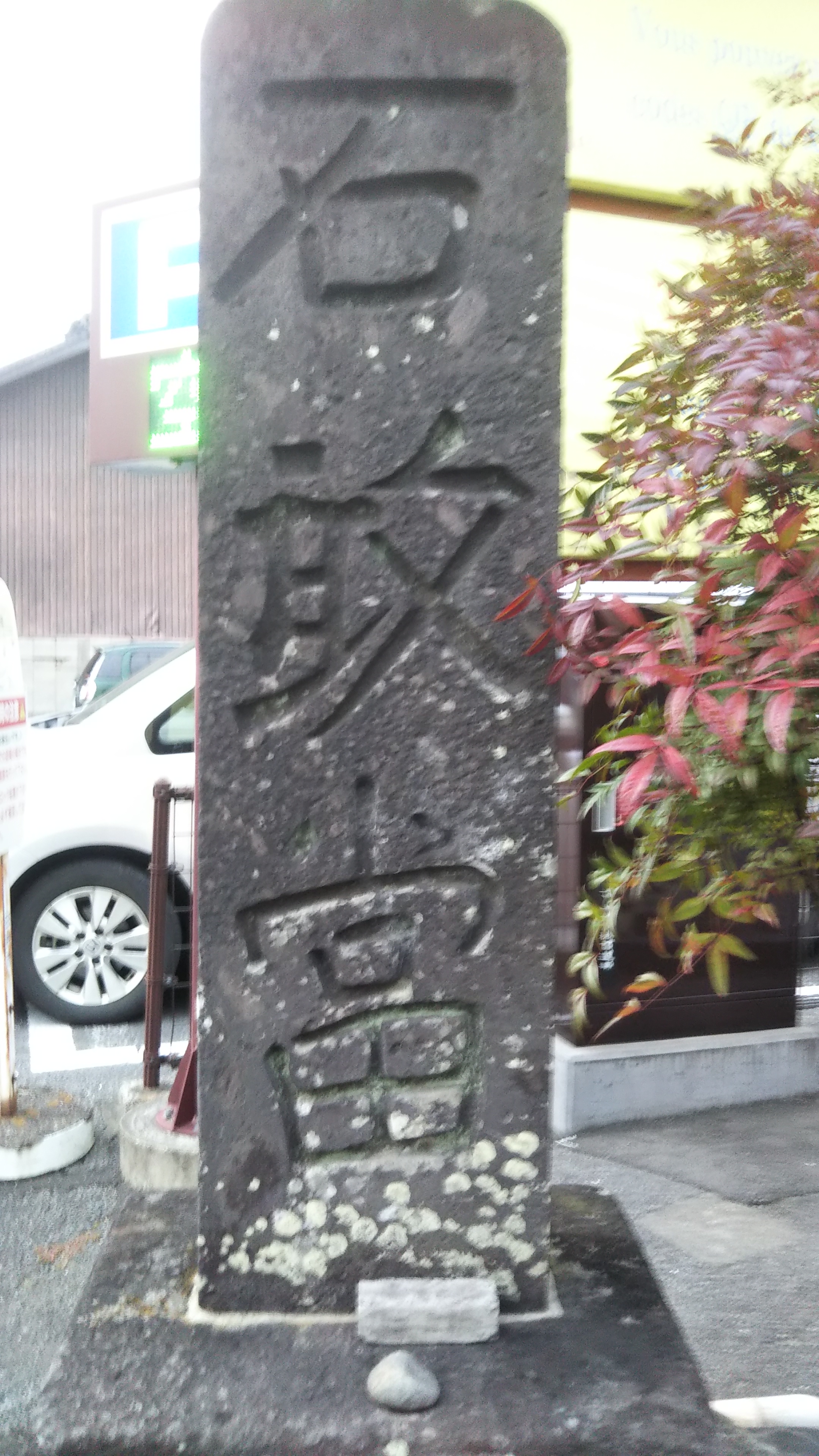
石敢當（大分県臼杵市）

大分県臼杵市畳屋町には、『豊後国志』によると天正3年（1575年）に建立されたとされる日本最古の石敢當がある。何度か建て替えられており、現存するものは1877年に建立されたものと考えられている。臼杵は安土桃山時代に大友氏の貿易港として栄えた町で、この石敢當は明からもたらされたものであると伝えられており、沖縄県や鹿児島県を経るルートとは別に伝来したものである。凝灰岩でできた高さ約1.6mの石碑状のもので、1967年に市の文化財に指定されている。刻銘から建立年が明らかなものの中では、鹿児島県志布志市にある元和2年（1616年）のものが最も古く、宮崎県えびの市飯野にある元禄2年（1689年）の銘が刻まれたものが次いで2番目に古い。
東北地方の特に秋田県には、幕末から明治初期に建てられたと考えられる古い石敢當が多い。関東地方では江戸期の石敢當が、埼玉県で2基、栃木県足利市で1基、それぞれ所在が確認されている。神奈川県川崎市は、1959年（昭和34年）の宮古島台風と1966年（昭和41年）の第2宮古島台風の際に贈った見舞金の返礼として沖縄から石敢當が贈られ、造り直しや建て替えを経て現在はJR川崎駅前（南口）に設置されている。

### 名称
沖縄県では「いしがんとう（いしがんとぅ）」、「いしがんどう」と呼ばれ、鹿児島県では「せきかんとう」、「せっかんとう」と呼ばれることが多い。「ケーシイシ」（返し石）、「ケーシー」とも呼ばれる。また、喜界島では「マジムンパレーイシ」（魔除け払い石）、八重山列島では「アシハンシ」（足はらい）と呼ばれる。

### 効果
沖縄県ではその存在意義や効果が未だに根強く信じられており、当地では丁字路や三叉路が多いことから、現在でも沖縄県の各地で新しく作られた大小様々の石敢當を見ることができる。これらの地域では、市中を徘徊する魔物「マジムン」は直進する性質を持つため、丁字路や三叉路などの突き当たりにぶつかると向かいの家に入ってきてしまうと信じられている。そのため、丁字路や三叉路などの突き当たりに石敢當を設け、魔物の侵入を防ぐ魔よけとする。魔物は石敢當に当たると砕け散るとされる。

### 形状
石敢當には様々な形があるが、石敢當の字が刻まれた石碑を建てたり、石版を壁面に貼り付けたものが多い。また、コンクリートの壁面に直接ペンキ等で「石敢當」の文字を書き込んだ例も見られる。沖縄県宮古島市池間島には、オオジャコガイを載せた石敢當が発見されている。堅くて白いシャコガイは、同地では、それ自体が神聖で魔除けの効果を有するとされる。また、近年はシーサー同様に土産物品としても作られている。